# Bekowisko
Bekowisko – okres godowy i miejsce godów danieli (Dama dama). Bekowisko odbywa się zwykle od połowy października do połowy listopada. W tym czasie, podobnie jak byki jelenia, byk daniela wydaje charakterystyczne odgłosy i gromadzi wokół siebie kilka łań - „chmarę”. Bekowisko to okres polowań na daniele-byki.